# Karl Hugo Schmölz
Karl Hugo Schmölz (* 6. Oktober 1917 in Weißenhorn; † 22. Oktober 1986 in Lahnstein) war ein deutscher Fotograf.

## Leben
Nach vorausgegangener Fotografenlehre bei seinem Vater Hugo Schmölz in Köln führte er nach dessen Tod 1938 die Fotowerkstätte fort. Im Jahre 1956 heiratete er die Fotografin Walde Huth und begründete mit dieser das Atelier „schmölz + huth“.

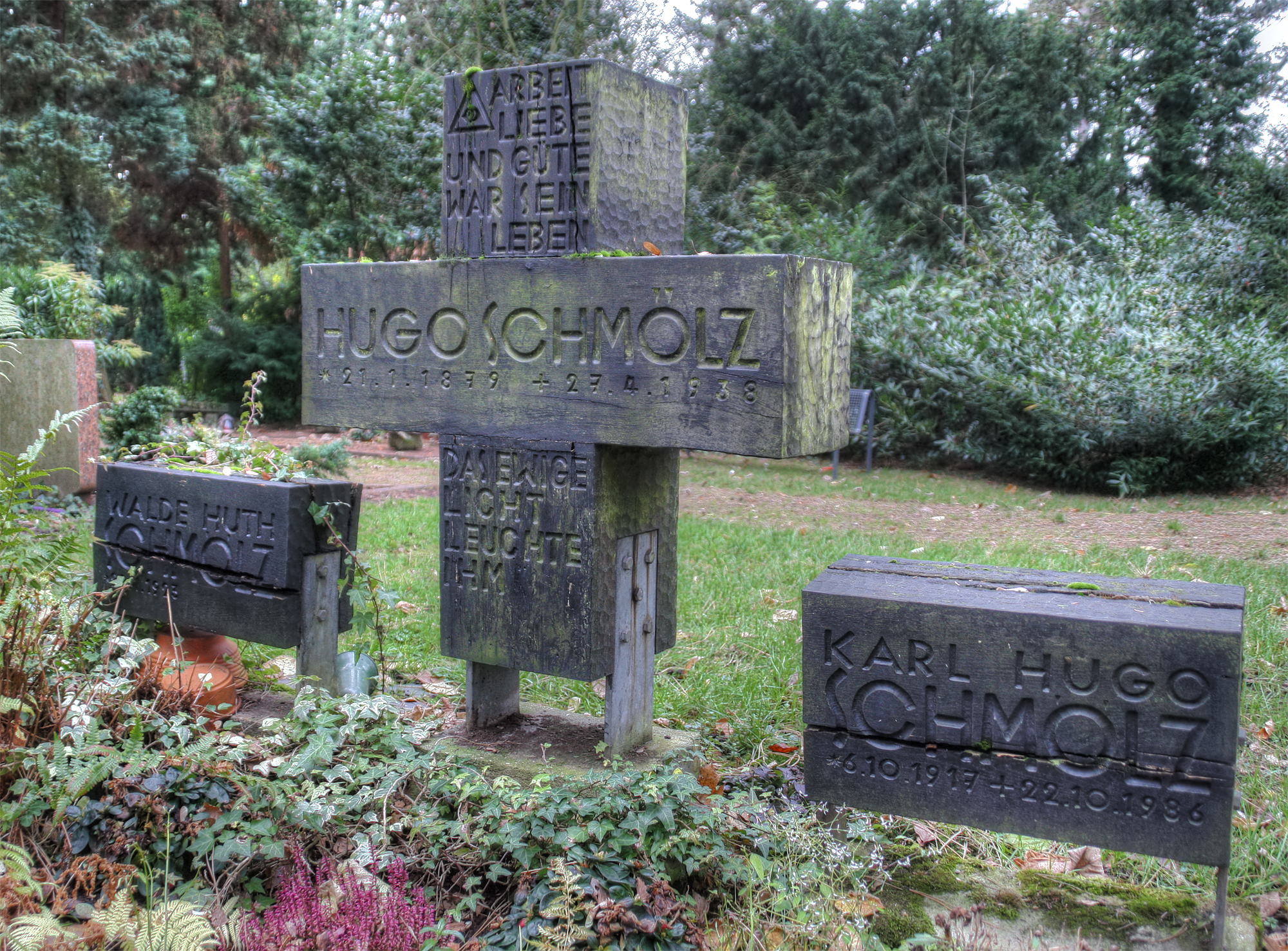
Familiengrab Schmölz auf dem Kölner Nordfriedhof

Durch die intensive Zusammenarbeit mit seinem Vater konnte die Auftragsarbeit nach 1938 ohne Unterbrechung fortgeführt werden. Nach dem Kriegsdienst dokumentierte Karl Hugo Schmölz die Zerstörungen in Köln mit seiner Großbildkamera in streng sachlicher Sicht (vgl. hierzu die emotionale Sichtweise der fast zeitgleich entstandenen Aufnahmen von Hermann Claasen). In Zusammenarbeit mit den großen Architekten des Rheinlandes seiner Zeit (u. a. Adolf Abel, Bruno Paul, Dominikus Böhm, Gottfried Böhm, Hermann von Berg, Wilhelm Riphahn, Rudolf Schwarz, Hans Schilling, Joachim Schürmann) schuf er so eine eindrucksvolle Dokumentation des Wiederaufbaus von Köln.
Darüber hinaus bearbeitete Schmölz Werbeaufträge und hier insbesondere aus dem Bereich der Möbelindustrie (u. a. Interlübke). Nach seiner Heirat erhielt das Atelier auch Aufträge aus dem Modebereich.
Karl Hugo Schmölz wurde im Familiengrab auf dem Kölner Nordfriedhof (Flur 10 Grab-Nr. 119a/b) beigesetzt.

## Ausstellungen (Auswahl)
- 2004: REALATING TO PHOTOGRAPHY, Fotografie Forum International, Frankfurt/Main
- 2006: LIEBE ZUM LICHT, Architektur der Nacht, Kunstmuseum Stuttgart
- 2006: LEUCHTENDE BAUTEN, Architektur der Nacht, Kunstmuseum Stuttgart
- 2007: Stadt-Bild-Köln, SK Stiftung Fotografische Sammlung, Köln
- 2011: Inside Out, Photgraphy After Form, Selections from the era Fontanals-Cisneros Collection, CIFO Art Space, Miami / USA
- 2012: Wie sich Deutschland neu erfand – Fotografien von Karl Hugo Schmölz. Rheinisches Landesmuseum Bonn, Bonn[1]
- 2014: Karl Hugo Schmölz, FUNKHAUS Köln 1952 Van der Grinten Galerie, Köln
- 2016: KÜHLE FORM, 30 Vintages der 50er Jahre Van der Grinten Galerie, Köln
- 2017: FRAGMENTE DER MODERNE, Karl Hugo Schmölz zum 100sten Geburtstag Van der Grinten Galerie, Köln
- 2017 Karl Hugo Schmölz, 100 Jahre Karl Hugo Schmölz, Einzelpräsentation auf Messestand Van der Grinten Galerie, Paris Photo
- 2019: Hugo Schmölz / Karl Hugo Schmölz, ESSENZ DER ARCHITEKTURFOTOGRAFIE 1935 - 1958 Van der Grinten Galerie, Köln
- 2023: Karl Hugo Schmölz, ÜBER DEN KRIEG[2]

## Publikationen
- Köln lebt – Fotografien von Hugo und Karl Hugo Schmölz. Hrsg. von Reinhold Mißelbeck, J. P. Bachem Verlag, Köln 1995, ISBN 3-7616-1157-9
- Dom-Ansichten – Fotografien des Kölner Doms von Karl Hugo Schmölz, Hrsg. von Reinhold Mißelbeck und Arnold Wollf, mit Beiträgen von Arnold Wolff und Roswitha Neu-Kock, J. P. Bachem Verlag, Köln 1997, ISBN 3-7616-1308-3
- Köln-Ansichten – Fotografien von Karl Hugo Schmölz. Hrsg. von Reinhold Mißelbeck und Wolfram Hagspiel, J. P. Bachem Verlag, Köln 1999, ISBN 3-7616-1403-9
- Roswitha Neu-Kock: Schmölz, Karl Hugo. In: Neue Deutsche Biographie (NDB). Band 23, Duncker & Humblot, Berlin 2007, ISBN 978-3-428-11204-3, S. 259 f. (Digitalisat).
- Karl Hugo Schmölz – Köln. Architekturfotografien der Fünfziger Jahre. Hrsg. v. Franz van der Grinten und Thomas Linden. Mit Texten von Ulf Erdmann Ziegler und Thomas Linden. Verlag Schimer Mosel, München 2012 – (Hardcover, 26,5 × 31 cm, 176 Seiten, 127 Duotone Tafeln, Dt.) ISBN 978-3-8296-0539-7
- Karl Hugo Schmölz, Funkhaus Köln 1952, hg. v. VAN DER GRINTEN GALERIE, Text von Franz van der Grinten, Vorwort Konrad Adenauer, Verlag Stefan Schuelke Fine Books, Köln 2014 (Hardcover, 24 × 33 cm, 64 Seiten, Dt/Engl.)  ISBN 978-3-9815348-6-3
- Hugo Schmölz Karl Hugo Schmölz – CINEMAS. Hrsg. v. Franz van der Grinten & Archiv Wim Cox. Mit Texten von Hanns Zischler und Franz van der Grinten. Verlag Kettler, Köln 2018, ISBN 978-3-86206-727-5